# 谷口邦幸
谷口 邦幸（たにぐち くにゆき、1979年6月29日 - ）は、石川県輪島市出身の元プロ野球選手（投手）。右投右打。

## 来歴・人物
輪島市立町野中学校では県大会3位となり、そのまま地元の石川県立町野高等学校（輪島市・現在は2度の統廃合により石川県立能登高等学校と名前を変えている。）へ進学する。2年秋の県大会ベスト8で金沢高校を相手に8回まで無安打に抑えるが、延長11回サヨナラで敗れた。無名校ながら石川県内では屈指の本格派の投手として有名であった。
1997年のドラフト会議でドラフト1位を受けて横浜ベイスターズに入団。
ややスリー・クォーター気味の投球フォームから繰り出す速球が武器で、将来の右の先発候補として期待された。しかし、制球にやや難があったことと球種が少ないことから投球が単調になりがちだったことから、ファームでは勝ち星をあげても一軍では成績が残せなかった。3年目にはイースタンリーグ最多投球回で9勝を挙げた。結局、プロ8年間の通算成績は42試合登板で4勝10敗、防御率4.19に終わる。
2005年のオフに戦力外通告を受け退団。その後2006年から2008年まで新日本石油ENEOSに所属した。

## 詳細情報

### 年度別投手成績
| 年 度     | 球 団     | 登 板 | 先 発 | 完 投 | 完 封 | 無 四 球 | 勝 利 | 敗 戦 | セ 丨 ブ | ホ 丨 ル ド | 勝 率 | 打 者 | 投 球 回 | 被 安 打 | 被 本 塁 打 | 与 四 球 | 敬 遠 | 与 死 球 | 奪 三 振 | 暴 投 | ボ 丨 ク | 失 点 | 自 責 点 | 防 御 率 | W H I P |
| --------- | --------- | ----- | ----- | ----- | ----- | -------- | ----- | ----- | -------- | ----------- | ----- | ----- | -------- | -------- | ----------- | -------- | ----- | -------- | -------- | ----- | -------- | ----- | -------- | -------- | ------- |
| 1999      | 横浜      | 1     | 1     | 0     | 0     | 0        | 0     | 1     | 0        | --          | .000  | 15    | 2.0      | 7        | 0           | 2        | 0     | 0        | 0        | 0     | 0        | 5     | 5        | 22.50    | 4.50    |
| 2001      | 横浜      | 25    | 5     | 0     | 0     | 0        | 3     | 3     | 0        | --          | .500  | 210   | 49.0     | 47       | 3           | 24       | 2     | 0        | 33       | 3     | 0        | 22    | 17       | 3.12     | 1.45    |
| 2002      | 横浜      | 15    | 8     | 0     | 0     | 0        | 1     | 6     | 0        | --          | .143  | 248   | 55.1     | 58       | 7           | 26       | 2     | 3        | 40       | 4     | 0        | 29    | 28       | 4.55     | 1.52    |
| 2004      | 横浜      | 1     | 0     | 0     | 0     | 0        | 0     | 0     | 0        | --          | ----  | 7     | 1.0      | 1        | 0           | 1        | 0     | 0        | 0        | 0     | 0        | 1     | 0        | 0.00     | 2.00    |
| 通算：4年 | 通算：4年 | 42    | 14    | 0     | 0     | 0        | 4     | 10    | 0        | --          | .286  | 480   | 107.1    | 113      | 10          | 53       | 4     | 3        | 73       | 7     | 0        | 57    | 50       | 4.19     | 1.55    |

### 記録
投手記録
- 初登板・初先発：1999年10月14日、対ヤクルトスワローズ26回戦（明治神宮野球場）、2回5失点で敗戦投手
- 初奪三振：2001年4月12日、対広島東洋カープ3回戦（横浜スタジアム）、9回表に金本知憲から
- 初勝利・初先発勝利：2001年4月30日、対中日ドラゴンズ6回戦（ナゴヤドーム）、6回無失点

打撃記録
- 初安打：2001年4月30日、対中日ドラゴンズ6回戦（ナゴヤドーム）、5回表に武田一浩から中前安打
- 初打点：2002年9月13日、対ヤクルトスワローズ23回戦（横浜スタジアム）、5回裏に前田浩継から左前適時打

### 背番号
- 46 （1998年 - 2005年）